# Gîte de Roche Plate (Rivière des Remparts)
Pour les articles homonymes, voir Gîte de Roche Plate.
Le gîte de Roche Plate est un refuge de montagne de l'île de La Réunion, département d'outre-mer français dans le sud-ouest de l'océan Indien. Situé à 740 mètres d'altitude dans l'îlet de Roche Plate, au fond de la vallée de la Rivière des Remparts, il relève du territoire de la commune de Saint-Joseph, dans le sud de l'île. D'une capacité de 31 lits, il est surtout utilisé par les randonneurs, étant desservi par un sentier de randonnée.